# Іен Маккаллох
Іен Маккаллох (англ. Ian McCulloch; наро. 5 травня 1959, Ліверпуль, Велика Британія) — англійський музикант, автор пісень незмінний вокаліст постпанк-гурту Echo & the Bunnymen, один із засновників колективу. На початку 1980-х у гурті Echo & the Bunnymen є вокалістом і гітаристом, автором пісень гурту.

## Біографія
Іен Маккаллох народився 5 травня, 1959, року, в місті Ліверпуль, Велика Британія. Навчався в середній школі Олсоп, виріс в Ліверпульському районі, Норріс Грін, на вулиці, Парфенон-драйв. Музичну кар'єру Маккаллох почав в 1977, році в гурті The Crucial Three, що виконув пост-панк, і нову хвилю, у гурті також грав Джуліан Коуп, який потім сформував гурт The Teardrop Explodes, і Піт Вайлі, який сформував гурт Wah!. В 1978, році Іен Маккаллох разом з гітаристом Уїллом Сарджентом, і басистом Лесом Паттінсоном, сформували гурт Echo & the Bunnymen, четвертим учасником гурту став барабанщик Піт де Фрейтас який приєднався до гурту в жовтні 1979, року. Творчість гурт викликало велике захоплення в критиків, які оцінили високий творчий понтеціал Маккаллоха, до написання текстів використовуючи філософську тематику, до написання текстів, в піснях гурту, будучи під впливом, психоделічного року. Сам Маккаллох був під впливом таких виконавців: Лу Рід, Іггі Поп, The Doors, Девід Бові.
В кінці 1980-х років, Іен Маккаллох покинув Echo & the Bunnymen, почавши сольну карєру. На його місце був взятий вокаліст по імені Ноел Бурк, який записав з гуртом альбом Revebration, 1990 року, цей альбом не мав комерційного успіху, Echo & the Bunnymen в 1990 році припинив існування. В 1989, році Іен Маккаллох випустив свій сольний альбом Candleland, який мав комерційний успіх, альбом характеризує похмуру лірику, написані пісні до пам'яті, трагічно загинутого Піта де Фрейтаса, і батька Маккалохха. В 1997 році Іен Маккаллох, Уїлл Сарджент, Лес Паттінсон відновлюють Echo & the Bunnymen, і записують альбом Evergreen, який здобув комерційну успішність, але Маккаллох далі працював на стороні в сольній творчості.

## Сім'я
В 1983 році Іен Маккаллох одружився з Лоррейн Фокс, у подружжя народилося двоє дочок, Кенді, і Мімі. В кінці 2003 року подружжя розійшлося.